# João Elias
João Henriette Rafael Elias Manamana, dit João Elias, né le 12 décembre 1973 à Cabinda en Angola, est un footballeur international rwandais actif de 1992 à 2008 au poste de milieu de terrain. 
Il compte 9 sélections pour 2 buts en équipe nationale entre 2003 et 2005.

## Biographie

### Équipe nationale
Angolais de naissance mais naturalisé par le Rwanda en 2003, João Elias est convoqué pour la première fois par le sélectionneur national Ratomir Dujković pour un match des éliminatoires de la Coupe du monde 2006 face à la Namibie le 12 octobre 2003. Il honore ainsi sa première sélection en tant que titulaire et se distingue en marquant le premier but (victoire 3-0).
Il représente son pays lors de la Coupe d'Afrique des nations 2004.
Il compte 9 sélections et 2 buts avec l'équipe du Rwanda entre 2003 et 2005.

## Palmarès
- Avec le KV Malines : 
  - Champion de Belgique de D2 en 1999 et 2002

- Avec l'APR FC : 
  - Champion du Rwanda en 2005

## Statistiques

### Buts en sélection
Le tableau suivant liste tous les buts inscrits par João Elias avec l'équipe du Rwanda.